# Graeco-Arabica
Als Graeco-Arabica bezeichnet man die im Mittelalter seit dem 8. Jahrhundert entstandenen arabischen Übersetzungen antiker griechischer Texte, die aus dem Griechischen direkt oder aus vorausgegangenen syrischen Übersetzungen ins Arabische übertragen wurden. Die Erforschung dieser Übersetzungen ist Aufgabe der Graeco-Arabistik. Diese leistet damit einen Beitrag zur Erschließung der Überlieferung anderweitig vielfach nicht mehr erhaltener Werke der griechischen Wissenschaft und Philosophie, aber auch und vor allem zum Verständnis von deren Aneignung und Weiterentwicklung in der arabischen und jüdisch-arabischen Kultur. Dabei klärt sie zugleich die Bedingungen der weiteren Transmission des graeco-arabischen Erbes in der lateinischen Welt. Erstes Zentrum der Übersetzung aus dem Griechischen oder Syrischen ins Arabische war das Haus der Weisheit in Bagdad, ein großer Teil der anschließenden Übertragungen ins Lateinische und Romanische verdankt sich dann im 12. und 13. Jahrhundert Übersetzern in Toledo. Das philosophische Werk von Maimonides und sein Versuch einer Synthese von Glaube und Vernunft sind ohne die vorausgegangenen griechisch-arabischen Übersetzungsarbeiten nicht denkbar.

## Texte
- August Müller: Das arabische Verzeichnis der Aristotelischen Schriften, in: Morgenländische Forschungen. Festschrift für Herrn Prof. Dr. H. L. Fleischer, hrsg. von H. Derenbourg u. a., Leipzig 1875, S. 1–32.

## Grammatik
- Henri Fleisch: Esquisse d’un Historique de la Grammaire Arabe, in: Arabica 4 (1957), S. 1–22.
- Cornelis H. M. Versteegh: Greek Elements in Arabic Linguistic Thinking, Leiden 1977.

## Lexika
- Gerhard Endress, Dimitri Gutas: A Greek and Arabic Lexicon (GALex): Materials for a Dictionary of the Medieval Translations from Greek into Arabic (Handbuch der Orientalistik I,11). Leiden, Brill 1992ff.
- Encyclopédie de l’Islam, Leiden: Brill 1985.
- Manfred Ullmann: Wörterbuch zu den griechisch-arabischen Übersetzungen des 9. Jahrhunderts. Wiesbaden, Harrassowitz 2002. ISBN 3-447-04584-1
- Manfred Ullmann: Wörterbuch zu den griechisch-arabischen Übersetzungen des 9. Jahrhunderts. Supplement Band 1: A–O. Wiesbaden, Harrassowitz 2006. ISBN 3-447-05390-9
- Manfred Ullmann: Wörterbuch zu den griechisch-arabischen Übersetzungen des 9. Jahrhunderts. Supplement Band 2: N–Z. Wiesbaden, Harrassowitz 2007. ISBN 3-447-05609-6

## Zeitschrift und Literatur
- Graeco-Arabica (Athen) 1, 1982ff.

- Cristina D’Ancona: Greek Sources in Arabic and Islamic Philosophy. In: Edward N. Zalta (Hrsg.): Stanford Encyclopedia of Philosophy.
- Dimitri Gutas: Greek Thought, Arabic Culture. The Graeco-Arabic Translation Movement in Baghdad and Early ‛Abbāsid Society (2nd–4th / 8th–10th centuries), London 1998.
- Charles Homer Haskins: The renaissance of the Twelfth Century, Cambridge, Harvard University Press, 1927.
- Charles Homer Haskins: Studies in the History of mediaeval science, Cambridge, Harvard University Press, 1924.
- Gerhard Klinge: Die Bedeutung der syrischen Theologen als Vermittler der griechischen Philosophie an den Islam, in: ZKG 58 (1939), 346–386.
- Roshdi Rashed (Hrsg.): Histoire des sciences arabes, Paris, Éditions du Seuil, 3 (tome) vol. coll. Science ouverte (auch in englischer Sprache: History of the Arabic sciences)
- Franz Rosenthal: Das Fortleben der Antike im Islam, Zürich-Stuttgart 1965.
- Gotthard Strohmaier: Von Demokrit bis Dante. Die Bewahrung antiken Erbes in der arabischen Kultur, Hildesheim/Zürich/New York 1996.
- Gotthard Strohmaier: Homer in Bagdad, in: Byzantinoslavica 41 (1980), 196–200.
- Gotthard Strohmaier: Denker im Reich der Kalifen, Leipzig/Jena/Berlin 1979.
- Gotthard Strohmaier: Die Rezeption und die Vermittlung: die Medizin in der byzantinischen und in der arabischen Welt, in: Die Geschichte des medizinischen Denkens. Antike und Mittelalter, hrsg. v. Mirko D. Grmek, München 1996, S. 151–181.
- Gotthard Strohmaier: Arabisch-islamisches Kulturgebiet. I. Naher Osten. In: Der Neue Pauly (DNP). Band 13, Metzler, Stuttgart 1999, ISBN 3-476-01483-5, Sp. 161–176.
- Richard Walzer: Greek into Arabic, Oxford 1962.